# José Cariattil
Dom José Cariattil, batizado originalmente Kariattil Mar Iousep (5 de maio de 1742 – 10 de setembro de 1786), foi o primeiro indiano nativo a ser nomeado arcebispo de Cranganor, na crença católica síria, no território que agora compreende o estado de Kerala, Índia.